# 宗霍芬
宗霍芬（荷蘭語：Zonhoven，荷蘭語發音：[ˈzɔnɦoːvə(n)]）是比利时弗拉芒大區林堡省哈瑟爾特區的一个市镇，通行荷蘭語，是弗拉芒社群的一部分，面积39.34平方千米，人口21,214人（2018年1月1日）。